# Hannah Van Buren

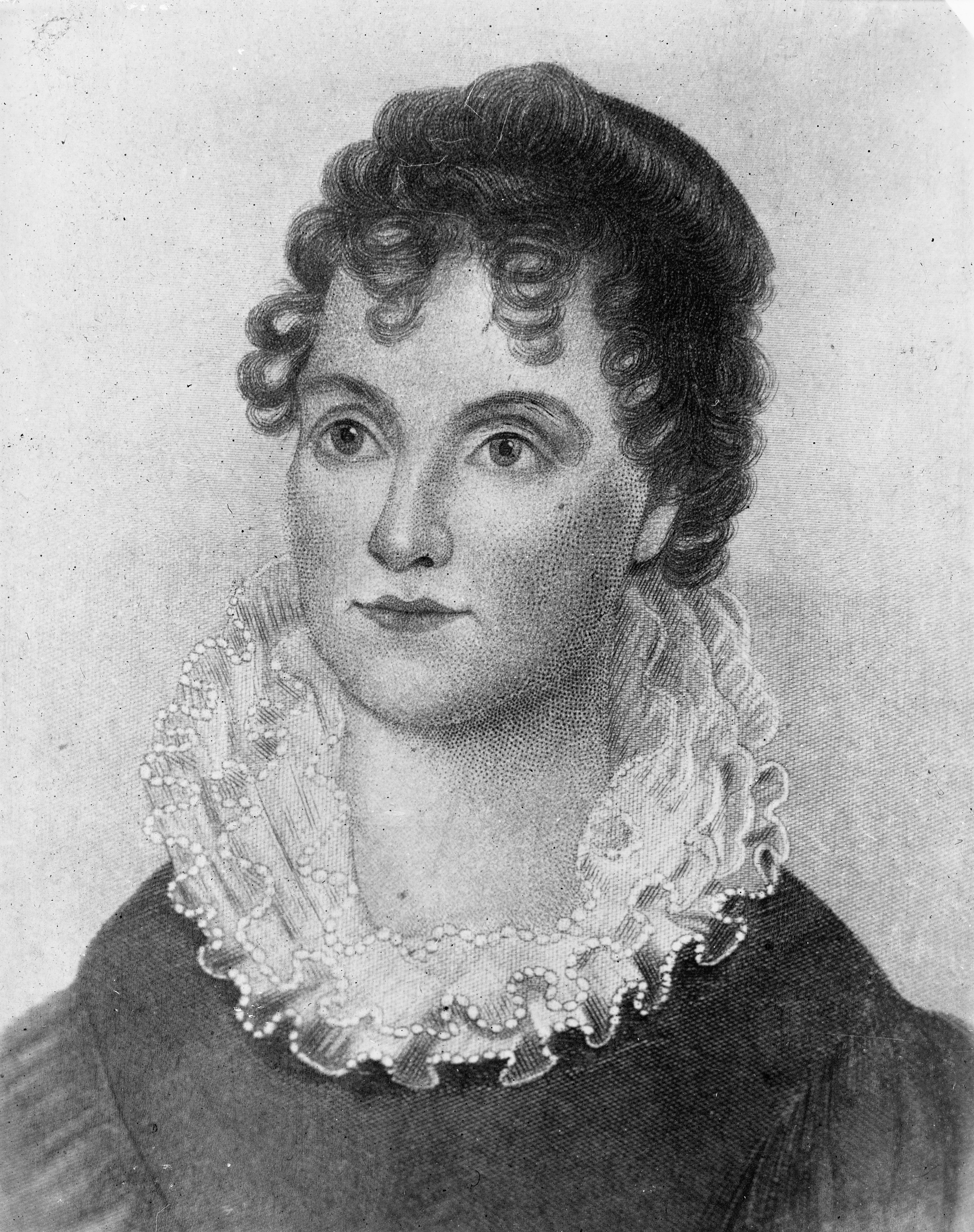
Hannah Van Buren

Hannah Hoes Van Buren (Kinderhook, 8 maart 1783 – Albany, 5 februari 1819) was een Amerikaanse vrouw die bekend is geworden doordat ze de echtgenote was van de latere achtste president van de Verenigde Staten Martin Van Buren. Van 1807 tot aan haar overlijden was ze met hem getrouwd. Ze stierf op 35-jarige leeftijd aan tuberculose, zeventien jaar voordat haar man werd verkozen tot president.
Omdat ze overleed voordat haar echtgenoot president werd is ze nooit de first lady geweest. Martin Van Buren is nimmer hertrouwd en was daardoor een van de weinige Amerikaanse presidenten die tijdens hun ambtsperiode ongehuwd waren. Tijdens zijn ambtsperiode nam zijn schoondochter Angelica Van Buren de plichten van first lady op zich.
Hannah Van Buren werd begraven in haar geboorteplaats Kinderhook, waar ook haar man was geboren en later ook zou komen te overlijden.

## Vroegere jaren
Hannahs ouders heetten Johannes Dircksen Hoes (1753-1789) en Maria Quakenbush (1754-1852). Zij en haar toekomstige echtgenoot groeiden samen in Kinderhook op, vermoedelijk daar zij neef en nicht in de derde graad waren. Ze zat op de plaatselijke school bij juffrouw Vrouw Lange. Net als haar echtgenoot was haar moedertaal Nederlands.